# 린더푸 (1953년)
린더푸(중국어 정체자: 林德福, 병음: Lín Défú, 1953년 10월 23일 ~ )는 타이완의 정치인이다. 2002년 신베이시 제9선거구의 입법위원으로 당선되었다.